# Highclere Castle
Highclere Castle je zámek v hrabství Hampshire v Anglii. Panství s rozlohou 2000 hektarů se nachází asi 8 km jižně od Newbury v hrabství Berkshire. Zámek navrhl v 19. století architekt Charles Barry. Přilehlý park navrhl Capability Brown v 18. století. Slouží jako venkovské sídlo hraběte z Carnarvonu z anglicko-velšské větve rodu Herbertů.
Dům, egyptská expozice a zahrady jsou otevřené veřejnosti během letních měsíců a při zvláštních příležitostech a svátcích. Highclere Castle je známý jako sídlo rodiny Crawley ze seriálu Panství Downton.

## Historie
Zámek stojí na místě stavby postavené na základech středověkého paláce biskupů z Winchesteru, který vlastnil panství od 9. století. Záznam o původní stavbě se nachází v knize Domesday Book.  V cestovním deníku krále Eduarda II. je doloženo, že král na své cestě navštívil 2. září 1320, biskupa Rigauda z Assieru v jeho paláci Bishop's Clere (Highclere). Palác byl přestavěn jako Highclere Place House v roce 1679, kdy ho zakoupil sir Robert Sawyer, generální prokurátor Karla II. a Jakuba II., právník, člen parlamentu, předseda sněmovny (Speaker) a přítel Samuela Pepyse. V roce 1692 odkázal Sawyer sídlo své jediné dceři Margaret, první manželce osmého hraběte z Pembroke. Highclare zdědil jejich druhý syn, Robert Sawyer Herbert, sběratel portrétů, který nechal zbudovat zahradní altány v antickém stylu. Jeho synovce a dědice Henryho Herberta jmenoval král Jiří III. baronem z Porchesteru a později hrabětem z Carnarvonu.
Po nezdařené přestavbě architekta Thomase Hoppera, který se v 19. století  pokusil vnější podobu sídla přestavět v antickém stylu, prošel zámek v letech 1842—1849 velkou přestavbou podle návrhu architekta Charlese Barryho. Ve stejnou dobu probíhala stavba Westminsterského paláce, který navrhl také Barry. Architektonický styl domu patří do tzv. jakobínské architektury, která reflektuje návrat k anglické architektuře 16. a 17. století, kdy se tudorovská architektura setkala s novými renesančními vlivy. Barry popsal styl domu jako anglicko-italský. Vliv italské renesance je patrný především na věžích, které jsou užší a propracovanější než u Metmore Towers, dalšího jakobínského domu ze stejné doby. Ačkoli byl exteriér domu na severní, východní a jižní straně domu dokončen ještě před smrtí Charlese Barryho v roce 1860, interiéry a západní část byly daleko před dokončením. Těchto prací se ujal Barryho asistent Thomas Allom, který do interiéru přidal gotické prvky. Stavbu dokončil v roce 1878. 
Ve dvacátém století se zámek stal domovem sbírky egyptských artefaktů poté, co George Herbert, 5. hrabě z Carnarvonu, nadšený amatérský egyptolog, sponzoroval vykopávky v Deir el-Bahari (Théby) v roce 1907. Hrabě později doprovázel archeologa Howarda Cartera při objevení Tutanchamonovy hrobky v roce 1922. Za druhé světové války se dům stal domovem pro desítky evakuovaných dětí. Na panství také došlo k několika haváriím spojeneckých letadel, například bombardéru B-17 Flying Fortress, jehož části se nacházejí na Highclere.

## 21. století
V roce 2003 se hrabě a hraběnka z Carnarvonu pustili do oprav střech. V roce 2007 otevřeli egyptskou expozici, která se nachází ve sklepení domu a vypráví příběh objevení Tutanchamonovy hrobky. V roce 2009 byl zámek ve stavu vyžadujícím rozsáhlou rekonstrukci, kdy bylo možné užívat pouze přízemí a první patro. Zdivo bylo poškozeno zatékající vodou a propadly se stropy. Minimálně 50 pokojů bylo neobyvatelných. Osmý hrabě, který se svou rodinou obýval pouze „skromný“ domek na pozemcích panství, řekl, že za stav domu mohou nedostatečné opravy z dob jeho předků. Náklady na očekávanou rekonstrukci byly v roce 2009 odhadovány okolo 12 milionů liber. Hrabě a hraběnka z Carnarvonu v roce 2012 prohlásili, že se jim díky navyšujícímu se počtu platících návštěvníků, podařilo začít s hlavními opravami. Nárůst návštěvníků přisuzují zájmu o seriál Panství Downton, který se zde natáčel. Rodina nyní v Highclere žije, ale vrací se do svého domku, když je zámek otevřený pro veřejnost.

## Park
Park obklopující zámek je na seznamu památek nejvyšší ochrany – I stupně v registru historických parků a zahrad, kde je uveden jako Site of Special Interest (SSSI - česky: Památka zvláštního zájmu). Na seznam byl zapsán v roce 1991 díky směsi místních, ale i nevšedních druhů rostlin a rozmanitým druhům lišejníků. Park je prvním zdokumentovaným majetkem v Hampshiru. V roce 749 byl věnován farnosti při kostelu ve Winchestru jako obora.  V roce 1706 ho tehdejší majitel Robert Sawyer Herbert, nechal přeměnit na rokokový park a poté ho v roce 1770 krajinářsky proměnil architekt Capability Brown.
Na panství se nachází několik tzv. follies, staveb bez praktického účelu, které byly míněny jako čistě dekorativní. Na východ od zámku se nachází Chrám bohyně Diany, postavený před rokem 1743 s ikonickými antickými sloupy, které byly dovezeny ze zámku Devonshire (Devonshire House) v Piccadilly, který shořel v roce 1733 a později byl přestavěn Charlesem Barrym. Další takovou stavbou je Heaven's gate (Nebeská brána) na kopci Sidown Hill, kterou nechal roku 1749 postavit Robert Sawyer Herbert. Další stavby z 18. století, které lze najít na pozemcích panství jsou Milford Lake House (Milfordův jezerní dům), Jackdaw's Castle (Kavčí hrad) a Etruscan Temple (Etruský chrám).
Na Highclere byl kolem roku 1835 vyšlechtěn hybridní druh cesmíny Ilex x altaclerensis, křížením druhu Ilex perado z Madeiry s lokálním druhem cesmíny Ilex aquifolium.

## Jako filmová a televizní lokace
- 1982: Jako dům Lady Amesové, kterou hraje Maggie Smith ve filmu Misionář.[10]
- 1987: Záběry z interiérů i exteriérů byly použity pro ztvárnění sídla Misselthwaite v televizním filmu The Secret Garden, a také ve filmu Ubohá bohatá dívka s Farrah Fawcett v hlavní roli.[11]
- 1990–1993: Highclere reprezentoval „Totleigh towers“ v komediálním seriálu Jeeves and Wooster.
- 1991: Exteriéry zámku se objevily jako dům Lorda Gravese ve filmu Král Ralph.[12]
- 1999: Vstupní hala byla použita jako jeden z interiérů ve filmu Spalující touha režiséra Stanleyho Kubricka.
- 2001: Interiéry a exteriéry posloužily jako filmové sídlo Misselthwaite ve filmu Návrat do ztracené zahrady, který byl natočen na motivy románu Tajná zahrada).
- 2002: Vstupní hala se objevila ve filmu Čtyři pírka s Heathem Ledgerem.[13]
- 2004: Zámek se objevil v televizním seriálu Slečna Marplová jako Rutherford Hall v episodě "Vlak do Paddingtonu".
- 2006: Ve videoklipu Johna Legend ke skladbě „Heaven“.
- 2010–2015: Jako hlavní lokace pro britský dramatický seriál Panství Downton.[14]
- 2018: Ve filmové adaptaci Panství Downton z roku 2019.[15]

## Galerie

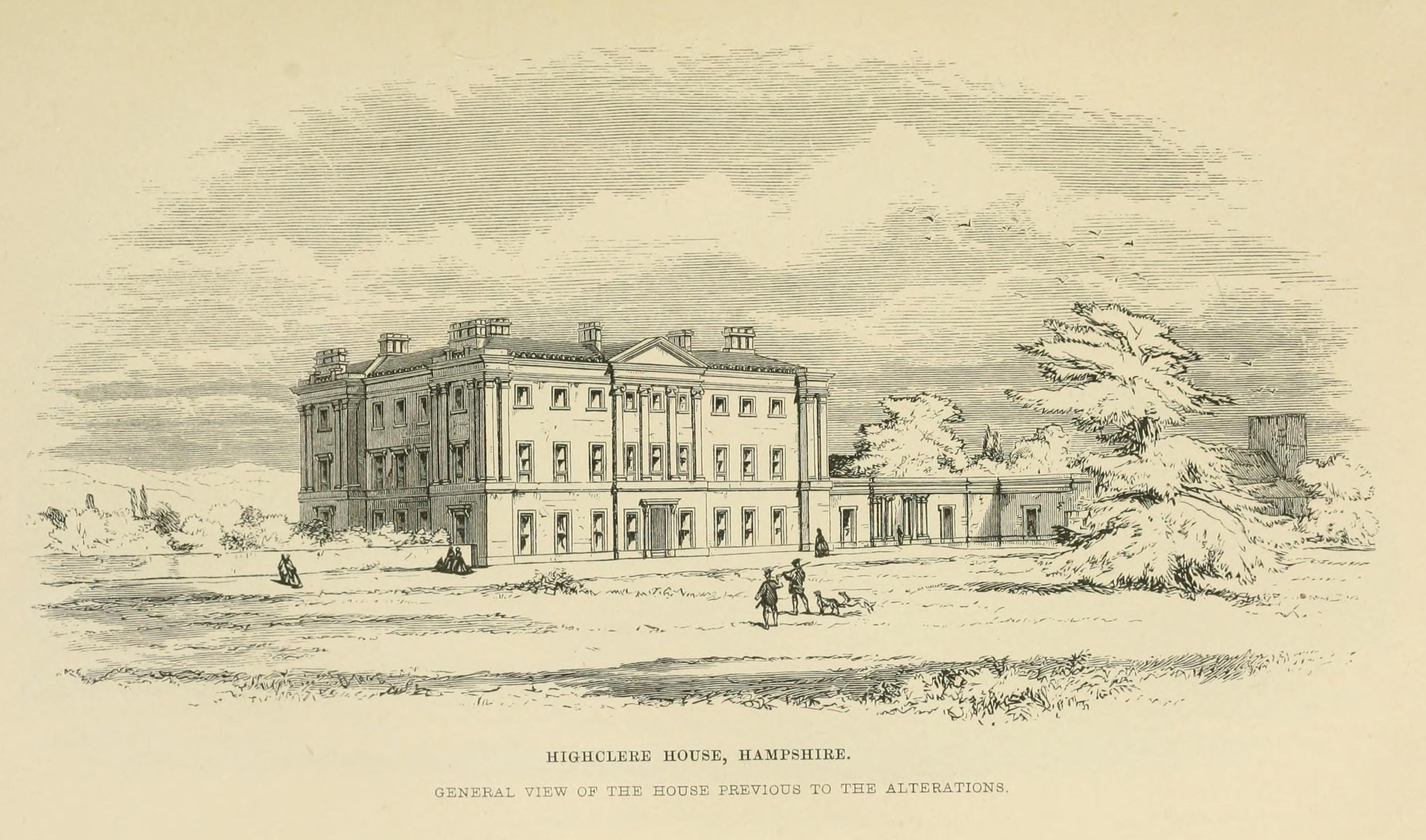
Highclere castle před přestavbou Charlese Barryho
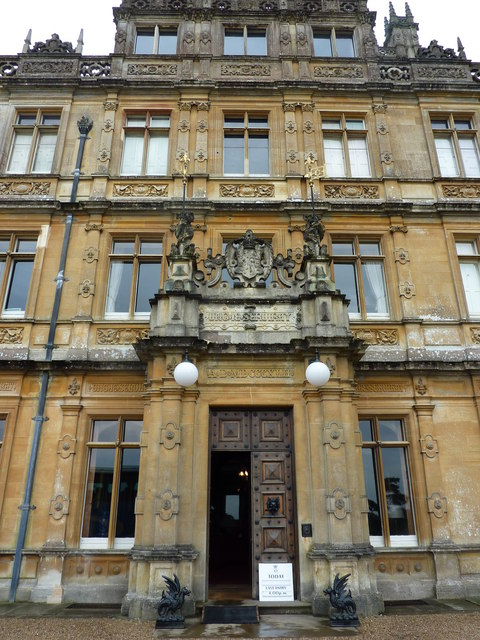
Hlavní vchod
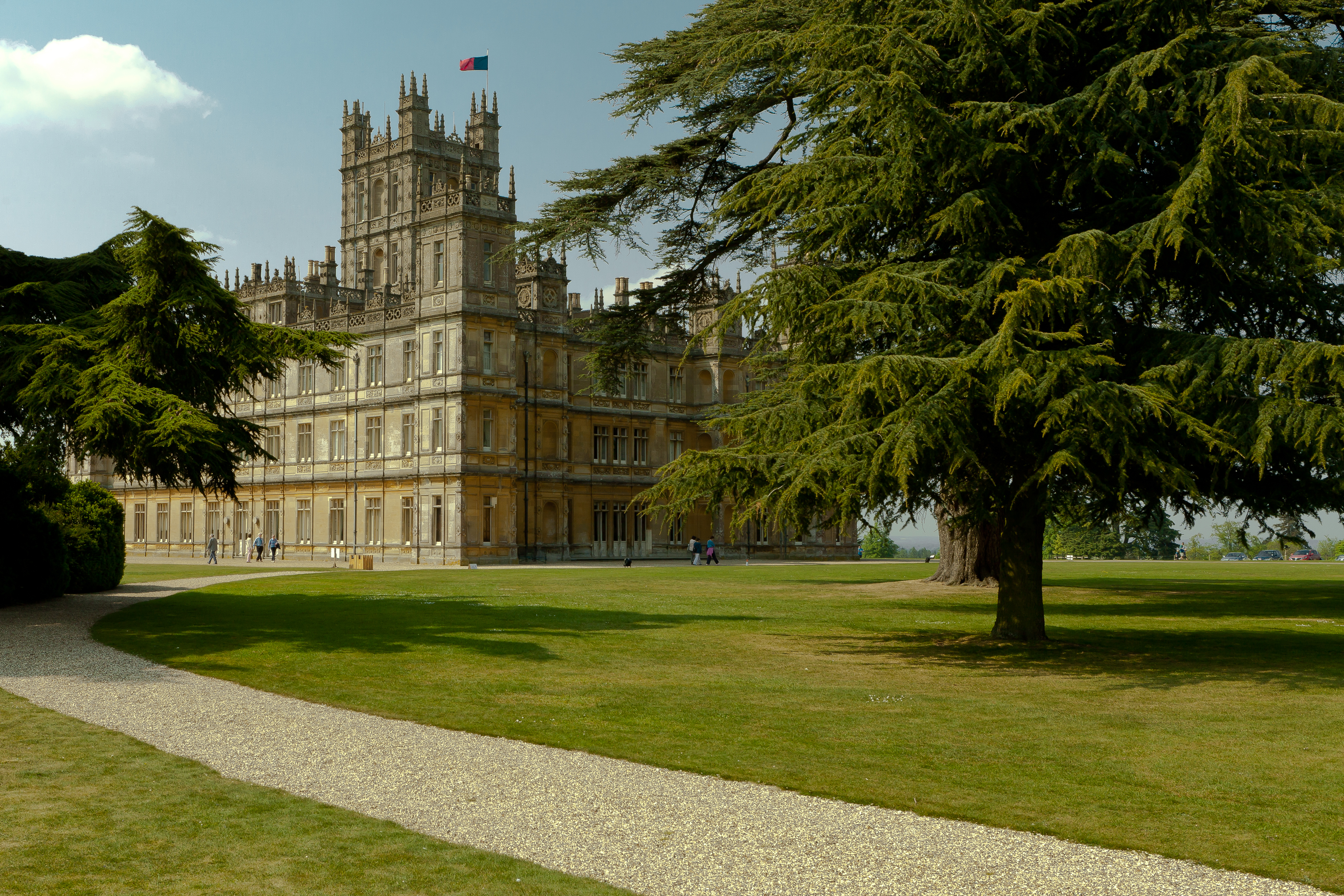
Highclere Castle
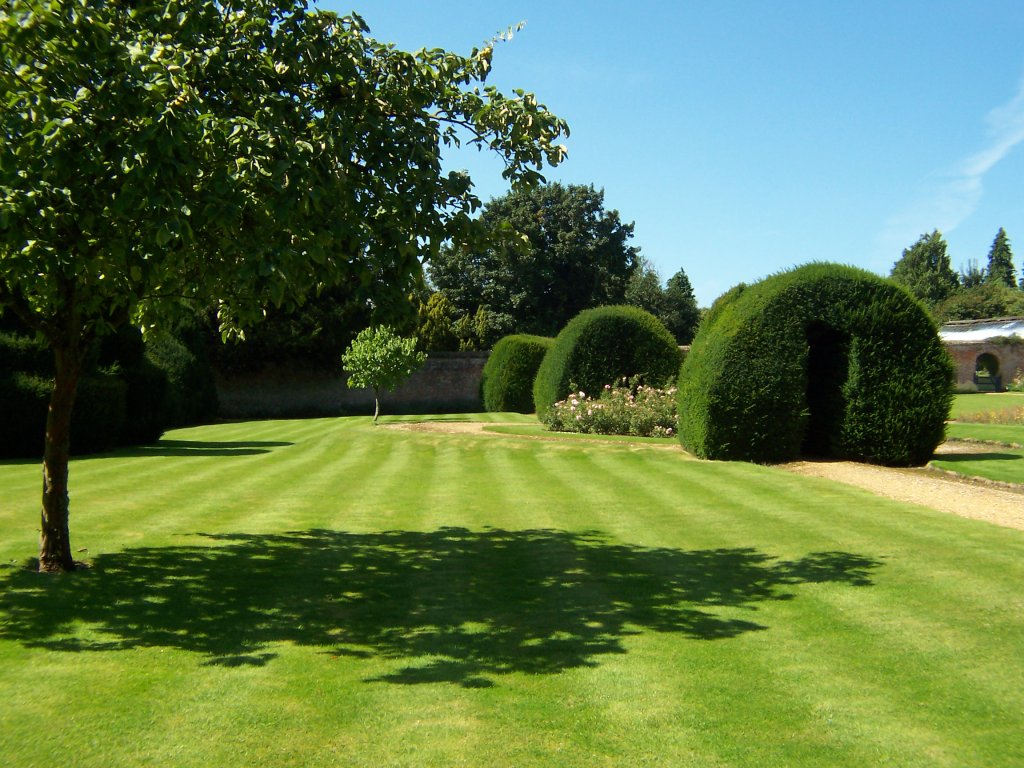
Zahrady